# Ciranda Internacional da Informação Independente
A Ciranda Internacional de Comunicação Independente é uma iniciativa coletiva de promoção do conceito e práticas de comunicação compartilhada. Nasceu na primeira edição do Fórum Social Mundial, na cidade de Porto Alegre, em 2001, realizando a primeira cobertura compartilhada do evento pelas mídias alternativas, somando veículos e articulistas de diferentes países. Essas coberturas tem sido promovidas em todas as edições do FSM, em Porto Alegre (2001, 2002, 2003 e 2005), Mumbai (2004), Caracas (2006), Nairóbi (2007), Fórum Descentralizado no Dia Mundial de Ação e Mobilização (2008), Belém (2009), Porto Alegre e Salvador(2010).
A cobertura compartilhada do processo FSM desdobrou-se também em Fórum de Radios (com redes Amarc, Abraço, Aler e Radios Livres) e Fórum de TVs (coletivos de produção audiovisual e de comunicação) e Laboratório de Conhecimentos Livres, todos iniciados em 2005 em Porto Alegre. O conceito de comunicação compartilhada foi apropriado pelo movimento negro no Brasil, com a gestão coletiva das iniciativas Ciranda Afro, e pelo movimento feminista (presente na gestão de todo processo Ciranda).
Desde 2007, em Nairóbi, coletivos participantes das coberturas do FSM promovem Rodas de Conversa sobre Comunicação Compartilhada nos eventos FSM e definem estratégias e ações para o período seguinte. Em janeiro de 2010, em Porto Alegre, ficou definida a associação dos conceitos comunicação e cultura compartilhadas. Participantes da África, Flamme D'Afrique, baseada no Senegal, Ciranda Africa, baseada em Moçambique, Radio Koch, da Favela de Korogocho, de Nairobi, assumiram o processo de articulação das iniciativas compartilhadas rumo ao FSM 2011, a ser realizado em Dacar, Senegal, África, em janeiro de 2011.
A iniciativa Ciranda integra o Conselho Internacional do Fórum Social Mundial